# Elisabeth Scherer
Elisabeth Scherer (* 30. Juli 1914 in Köln; † 18. April 2013 ebenda) war eine deutsche Schauspielerin und Hörspielsprecherin.

## Leben und Karriere
Von 1930 bis 1933 besuchte Elisabeth Scherer die Städtische Schauspielschule Köln und die Mary-Wigman-Schule.
Zunächst am Theater erfolgreich, zählte Scherer in der Spätphase ihrer Karriere zu den bekanntesten Gesichtern ihres Alters im deutschen Fernsehen. Meist spielt sie derbe, teils ordinäre, meist frivole ältere Damen und sorgt so für unterhaltsame Kurzauftritte. Für ihre Rolle als Lilli in Til Schweigers Jetzt oder nie – Zeit ist Geld (mit Corinna Harfouch, Martin Semmelrogge, Ingrid von Bothmer und Til Schweiger) wurde sie gemeinsam mit ihren Filmpartnerinnen Christel Peters (Meta) und Gudrun Okras (Carla) 2000 mit dem Ernst-Lubitsch-Preis ausgezeichnet.

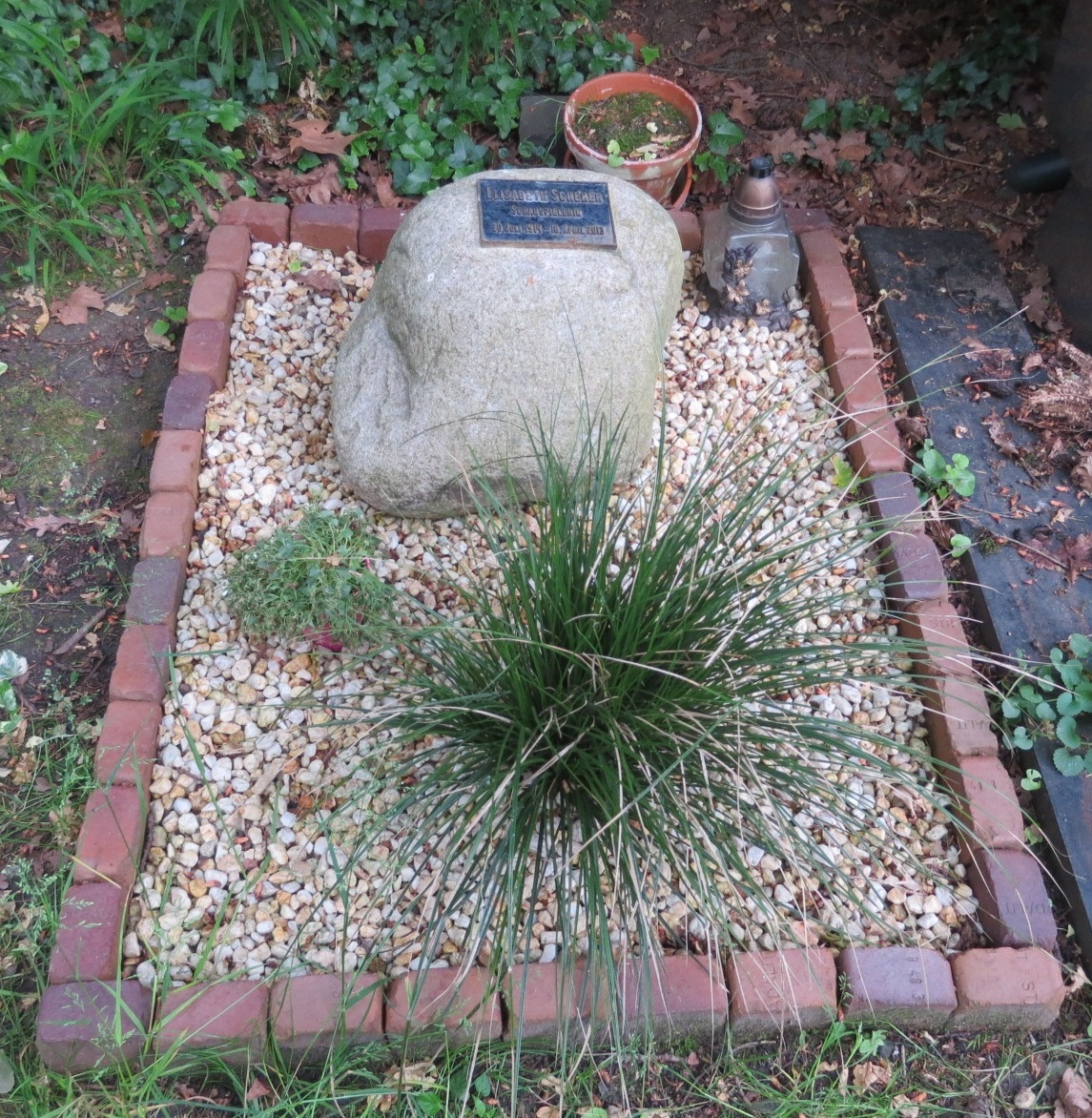
Grab auf Melaten-Friedhof

Auch in mehreren Hörspielen trat sie auf, so beispielsweise 1951 unter der Regie von Eduard Hermann als Steve Temple in dem Paul-Temple-Mehrteiler Paul Temple und der Fall Curzon von Francis Durbridge. Ihre Partner waren unter anderem René Deltgen, Herbert Hennies, Kurt Lieck, Heinz von Cleve und Peter René Körner.
Elisabeth Scherer war drei Mal verheiratet (unter anderem mit René Deltgen) und hatte fünf Kinder sowie sieben Enkelkinder und einen Urenkel. Der älteste Sohn Matthias Deltgen war langjähriger Leiter der Afrikaredaktion der Deutschen Welle, der jüngste Daniel Werner wurde ebenfalls Schauspieler.
Elisabeth Scherer starb am 18. April 2013 im Alter von 98 Jahren in ihrer Kölner Wohnung. Ihre Urne wurde auf dem Melaten-Friedhof (Flur 16 (A)) beigesetzt.

## Filmografie
- 1942: Fronttheater, Regie: Arthur Maria Rabenalt
- 1942: Dr. Crippen an Bord, Regie: Erich Engels (Rosy Dupont, Hausmädchen bei Dr. Crippen)
- 1954: Das zweite Leben, Regie: Victor Vicas (als Elsie Scherer)
- 1989: Der Blaue Mond, Regie: Monika Schmid
- 1994: Die Wache, Staffel 1, Folge 13 „Treibjagd“ (Fernsehserie)
- 1996: Abbuzze! Der Badesalz-Film, Regie: Roland Willaert
- 1996: Lindenstraße, Folge 551 (Fernsehserie)
- 1997: Nur eine Hure (TV), Regie: Rainer Wolffhardt
- 1997: Post Mortem – Der Nuttenmörder (TV), Regie: Wolfgang F. Henschel
- 1998: Der Dicke und der Belgier (Fernsehserie), Regie: Frank Strecker
- 1998: Helden und andere Feiglinge, Regie: Dennis Satin
- 1999: Jimmy the Kid, Regie: Wolfgang Dickmann
- 1999: Rembrandt, Regie: Charles Matton
- 1999: Hausmeister Krause – Ordnung muss sein (Fernsehserie)
- 1999: Ritas Welt (Fernsehserie)
- 2000: Jetzt oder nie – Zeit ist Geld, Regie: Lars Büchel (Lilli)
- 2001: Mädchen, Mädchen, Regie: Dennis Gansel (Lenas Oma)
- 2003: Karlchens Parade (TV), Regie: Michael Ester (ältere Dame)
- 2003: 4 Freunde und 4 Pfoten, Regie: Gabriele Heberling (Mimi Klopfstein)
- 2004: René Deltgen – Der sanfte Rebell (TV-Dokumentation), Regie: Michael Wenk (Zeitzeugin)
- 2005: Tatort: Schürfwunden